# (1462) Заменгоф
(1462) Заменгоф (пол. Zamenhof) — астероид главного пояса, который был открыт 6 февраля 1938 года финским астрономом Ирьё Вяйсяля в обсерватории Турку и назван в честь Лазаря Заменгофа, создателя искусственного языка эсперанто.

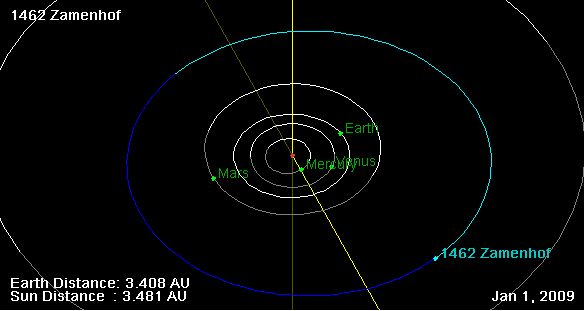
Орбита астероида Заменгоф и его положение в Солнечной системе